# كاظم صدقي
كاظم صدقي (طهران 1950 ) هو طيارًا لمقاتلة غرومان إف-14 توم كات التابعة للقوات الجوية لجمهورية إيران الإسلامية أثناء الحرب الإيرانية العراقية .

## السجلات العسكرية
يُعرف صديقي بأنه طيار واحد حقق خمسة انتصارات جوية مؤكدة ضد الطائرات العراقية خلال الحرب العراقية الإيرانية .

## انتصارات في المعارك الجوية
- 22 أكتوبر 1980: إيه آي إم-9 سايدويندر / ميكويان-جوريفيتش ميج-23
- 22 أكتوبر 1980: إيه آي إم-54 فينكس / ميكويان-جوريفيتش ميج-23
- 29 أكتوبر 1980: إيه آي إم-54 فينكس / ميكويان-جوريفيتش ميج-23
- 29 أكتوبر 1980: إيه آي إم-9 سايدويندر / ميكويان-جوريفيتش ميج-23
- 29 أكتوبر 1980: إيه آي إم-9 سايدويندر/ ميكويان-جوريفيتش ميج-23

## عملية السلطان 10
أسقط صادقي أربع طائرات ميج 23 في عملية واحدة ، عملية السلطان 10 ، في 29 أكتوبر 1980 ، بصاروخين من طراز إيه آي إم-9 سايدويندرمن طرازإيه آي إم-54 فينكس عندما تم تعيينه قائدًا للرحلة. خلال المهمة ، عندما اصطدم بطائرة ميج 23 ، توغل في عمق الأراضي العراقية ونفد الوقود والتزود بالوقود قبل العودة بأمان إلى العش. تم تأكيد مقتل ثلاثة من الطيارين الأربعة للطائرة التي أسقطت ، بمن فيهم النقيب ميج 23 الطيار أحمد صباح ، الذي كان له تاريخ في مطاردتين حاسمتين ضد شركة نورثروب F-5 الإيرانية.